# Halliwell Jones Stadium
Le Halliwell Jones Stadium est un stade de rugby anglais de 13 024 places. Il est le stade officiel de l'équipe de rugby à XIII des Warrington Wolves.
Ce club évolue au sein du championnat européen de rugby à XIII : la Super League.
Le stade se situe dans la ville de Warrington dans le comté du Cheshire en Angleterre.